# 萨卢埃勒
萨卢埃勒（法語：Salouël，法語發音：[salwɛl]），法国北部城市，上法兰西大区索姆省的一个市镇，隶属于亚眠区，其市镇面积为4.58平方公里，2022年1月1日时人口数量为4,188人，在法国城市中排名第2,820位。
萨卢埃勒位于索姆省中南部，省会亚眠市区西南部，是亚眠的一个卫星城。

## 地名来源
“萨卢埃勒”一名来源于拉丁语单词“Salix”，意为“柳树”，可能与当地的自然景观有关。

## 历史
萨卢埃勒历史上长期为皮卡第的一处普通村落，其境内曾出土中石器时代的人类活动文物。中世纪时，萨卢埃勒为萨勒堂区的一部分。14世纪时，萨卢埃勒境内的塞勒河曾出现水力磨坊。法国大革命后，萨勒成为索姆省的一个市镇。萨卢埃勒于1864年脱离萨勒成为独立市镇。工业革命期间，萨卢埃勒境内出现了学校、养殖场和纺织作坊。20世纪中后期，随着亚眠的城市扩张，萨卢埃勒人口数量逐年增加，当地出现了集中式居民区。

## 地理

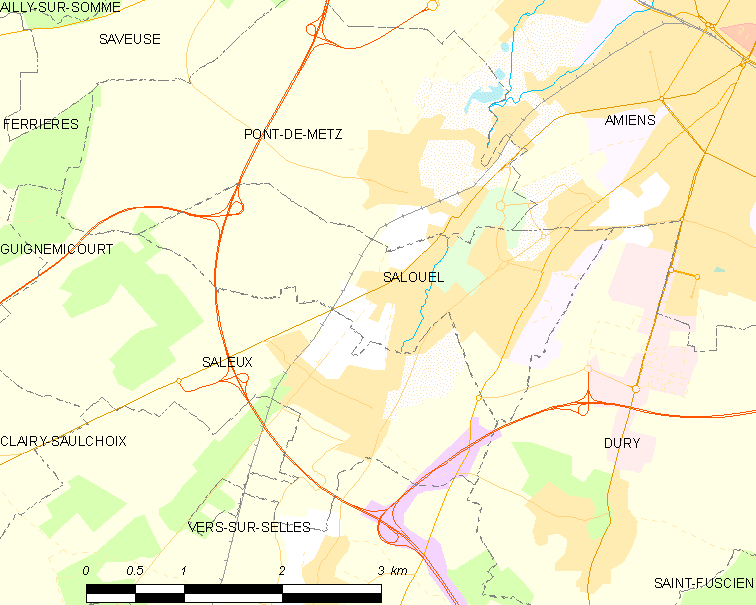
萨卢埃勒市镇范围地图

萨卢埃勒位于法国北部，上法兰西大区中部和索姆省中南部，距离省会亚眠大约5公里。与萨卢埃勒接壤的市镇包括：亚眠、迪里、蓬德梅斯、萨勒。

### 地形
萨卢埃勒位于皮卡第腹地，境内以浅丘为主，市镇中心地势较为平坦，西侧部分区域略有起伏，全境海拔在27到105米之间。

### 水文
萨卢埃勒位于索姆河流域，其左岸支流塞勒河自南向北流经萨卢埃勒市区。

### 植被
萨卢埃勒属于温带阔叶混交林区，林地多分布于河流附近。
在鲜花城市的评比中，萨卢埃勒被评为2星级鲜花城市。

### 气候
萨卢埃勒在柯本气候分类法中属于温带海洋性气候。

## 行政区划
萨卢埃勒是法国上法兰西大区索姆省的一个市镇，编号为80725。萨卢埃勒隶属于亚眠区、索姆省第二选区以及亚眠第七县，同时也是亚眠都会城市圈公共社区的组成部分。
法国国家统计与经济研究所（简称）在进行数据统计时，将萨卢埃勒及相邻的另外10个市镇设为亚眠城市核心区，并将包括核心区在内的周边共254个市镇划为亚眠城市区。自2020年起，亚眠城市区被包含369个市镇的亚眠城市辐射区代替。此外，还将萨卢埃勒市镇整体看作一个“块区”（IRIS），以便于统计人口分布情况。

## 交通

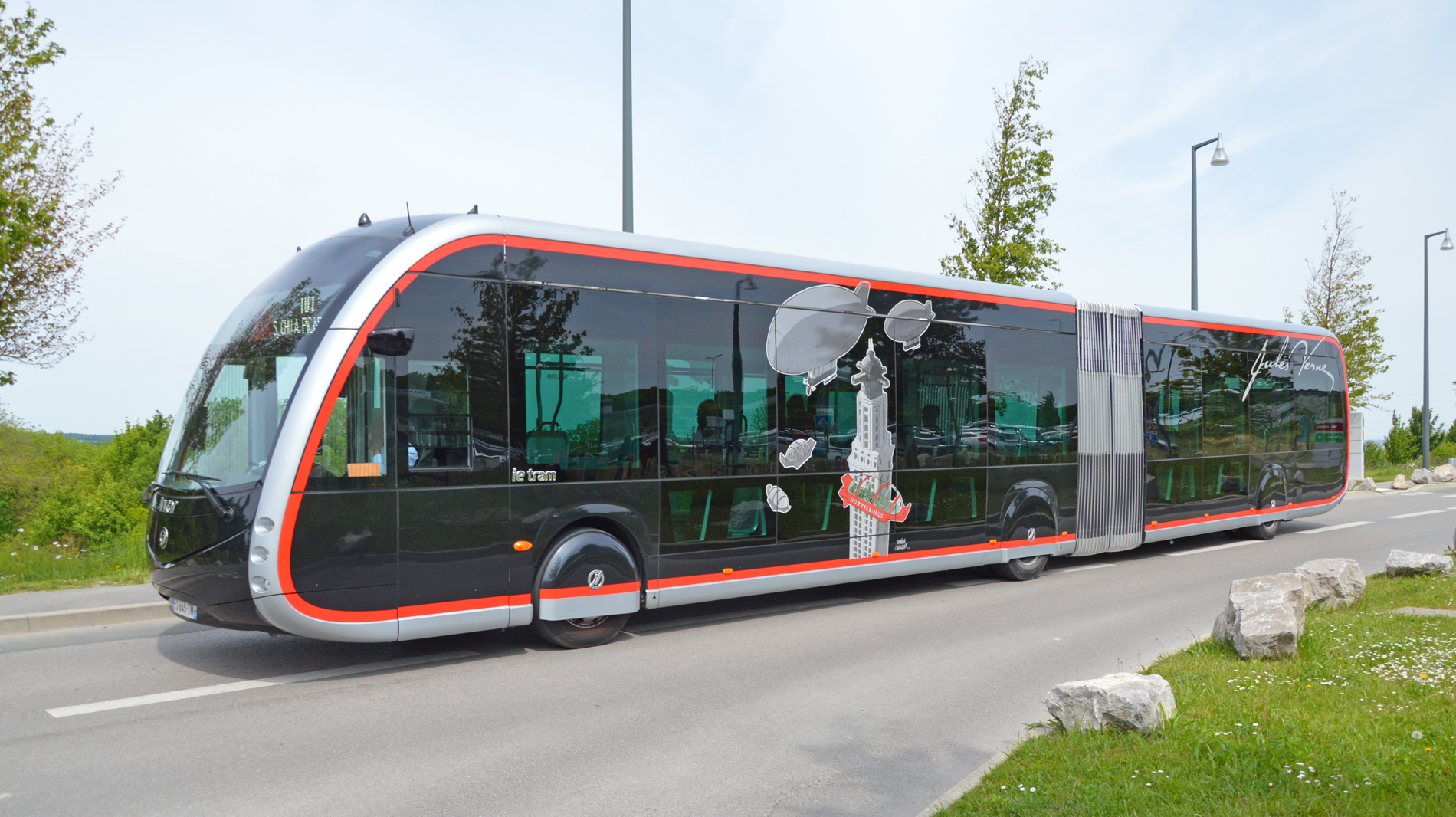
途径萨卢埃勒的亚眠公交N2线

### 公路
索姆省省道在萨卢埃勒境内交汇。
| 18 | 3 |

| 亚眠 | 5 |

| 克鲁瓦罗 | 21 |

| 欧马勒 | 39 |

2018年，83.1%的萨卢埃勒家庭拥有至少一辆私人汽车。2019年，萨卢埃勒境内共发生各类交通事故3起，造成3人受伤。

### 铁路
距离萨卢埃勒最近的运营中的客运铁路车站为4.5公里外的圣罗克站，该站停靠往返于亚眠和阿布维尔一线的区域列车。

### 航空
距离萨卢埃勒最近的民用航空站为博韦-蒂耶机场，距离萨卢埃勒市中心的公路里程约60公里。

### 城市公共交通
萨卢埃勒是亚眠城市公共交通（商业名称为）的服务范围，后者是亚眠都会城市圈公共社区的城市公共交通系统。截至2022年11月，该系统共包括数十条公交线路，其中大容量公交N2线以及公交9路、10路、11路、T36线、T40线及T49线经过了萨卢埃勒市区。

## 政治
萨卢埃勒的现任市长为弗朗克·达拉贡先生（Franck DARRAGON），他是一名中间派的一名成员，在2020年的市政选举中获得了100.00%的支持率（无其他候选人）。
在2022年的法国总统大选中，法国第25任总统埃马纽埃尔·马克龙在萨卢埃勒获得了68.27%的支持率。

## 人口
2018年，萨卢埃勒市镇人口数量为3,921，在法国排名第2,820位。其中男性1,855人，女性2,066人，75岁及以上人口占5.2%，外籍人口数量为261人，人口密度为856人/平方公里，当地居民被称为（男性）或（女性）。2019年，萨卢埃勒境内出生20人，死亡人口20人。
| 萨卢埃勒1901年－2019年人口变化情况 |
|                                    |
| 数据来源：Cassini、INSEE           |

## 经济
萨卢埃勒是亚眠的一个近郊卫星城。截止2022年9月，萨卢埃勒市镇范围内共有各类用人单位（包含自雇）425家，平均历史为13年，均为中小型企业（PME），2022年9月至11月间，当地的经济活力指数为2.12%。（大型零售）、（土地租赁）及（花卉）是当地2021年营业额最高的三个企业，分别为51,142,367欧元2,016,650欧元和195,302欧元。

## 财政与居民收入
2020年，萨卢埃勒的财政收入总额为2,530,700欧元，财政支出总额为2,125,570欧元，当年的债务总额为20,600欧元。2021年，萨卢埃勒共获得912,295欧元的国家财政补助，比上一年减少了1.65%。
2019年，萨卢埃勒的人均月收入总额为2,754欧元，其中高级职员为4,273欧元，高于法国平均水平（4,230欧元）；中级职员为2,845欧元，高于法国平均水平（2,411欧元）；普通职员为1,791欧元，亦高于法国平均水平（1,740欧元）。
2018年，萨卢埃勒境内的青壮年（15至64岁）失业率为11.5%，当地59.1%的家庭拥有纳税资格，平均纳税5,595欧元，高于法国平均水平（3,910欧元）。

## 社会事务

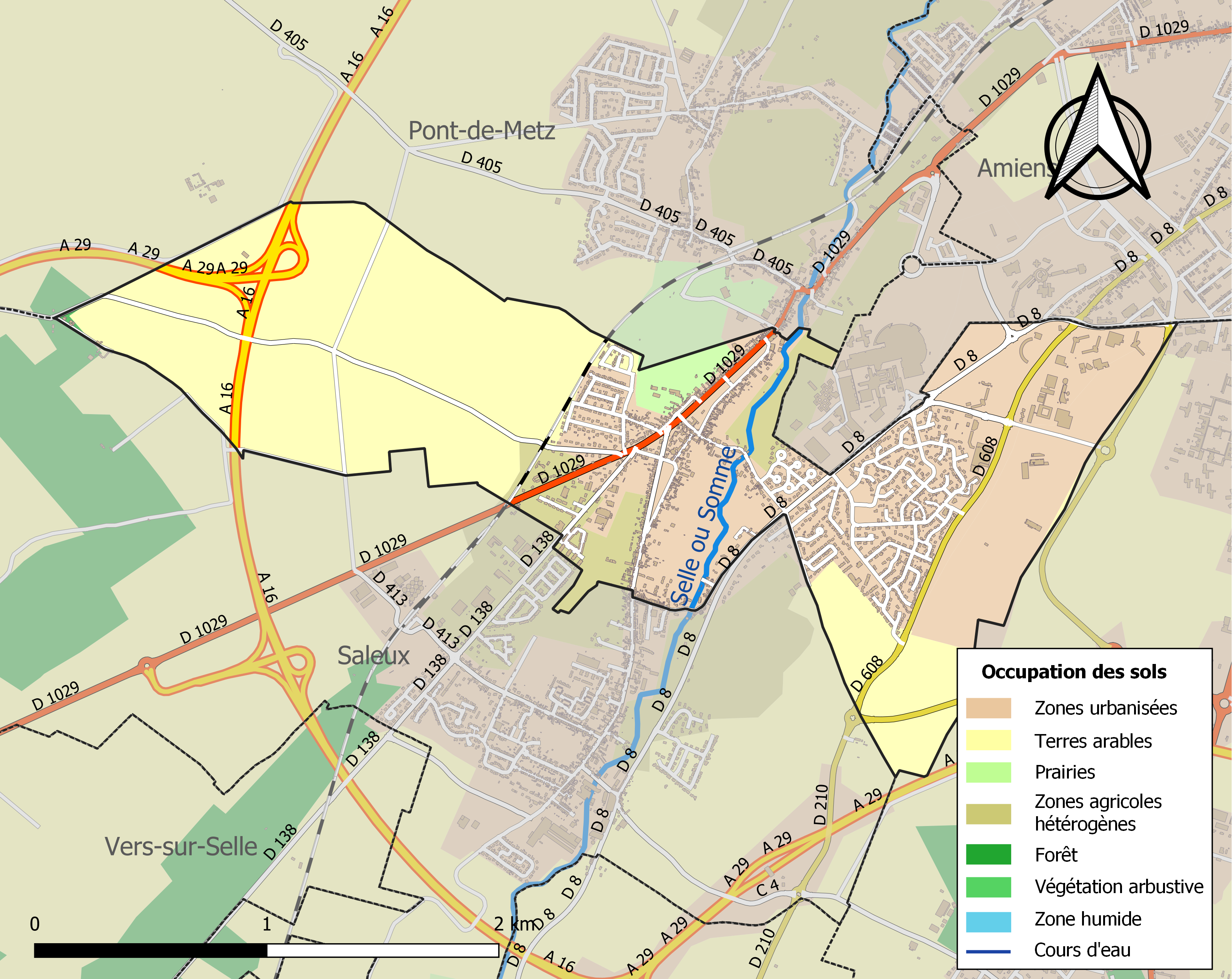
萨卢埃勒土地利用情况地图

### 教育
萨卢埃勒属于亚眠学区。截止2020年1月1日，萨卢埃勒境内有1所小学。
在高等教育方面，皮卡第儒勒-凡尔纳大学的部分校区及大学技术学院位于萨卢埃勒境内。

### 医疗
截止2020年1月1日，萨卢埃勒境内共有全科医生5名、保健师10名、牙医5名、护士6名、皮肤科医生1名和助产士2名。境内共有药房2家。
距离萨卢埃勒最近的区域性医疗机构为亚眠皮卡第大学中心医院，其主病区位于亚眠的市镇范围内，与萨卢埃勒市区接壤，设有床位1,099个，是当地规模最大的公立综合性医院。

### 住房
2018年，萨卢埃勒境内共有各类住房1,513套，其中73.4%为独立式居民区，22.9%为集中式居民区。常住房屋占萨卢埃勒市镇范围内居民建筑总量的95.1%。
在住房保障政策方面，2020年，萨卢埃勒境内共有386户家庭获得了住房经济补助，受益人数占总人口数量的9.8%，其中245份为房租补助。

### 商业
2019年，萨卢埃勒境内共有各类实体商铺56家，其中餐厅3家、大型超市2家、面包房1家、肉铺1家、书店1家、银行门店1家、美容美发店5家、汽车维修店2家。市区东部建有E.Leclerc以及Aldi购物超市。

### 体育
2020年，萨卢埃勒境内共有2间体育馆、1座综合体育场、13处网球场、1处马术场、4处足球或橄榄球场、2处篮球或排球场以及1处高尔夫球场。
截至2022年11月，萨卢埃勒-萨勒竞技俱乐部（RC Salouël-Saleux，编号525943）是当地唯一的注册足球俱乐部，该队成立于1972年，其主队2022至2023赛季参加索姆省足球联赛乙组（法国第十级别），其主场为马克·卢尔塞勒球场（Stade de Marc Lourselle）。

### 环境
萨卢埃勒的环境事务由其所属的亚眠都会城市圈公共社区负责。2019年，萨卢埃勒境内暂无污染企业。

### 治安
萨卢埃勒所在地是亚眠警区（zone police de Amiens）的管辖范围。2020年，该警区辖区内共14个市镇累计发生各类案件9,371起，其中盗窃类案件4,792起，经济类案件835起，毒品交易类案件760起。

## 文化

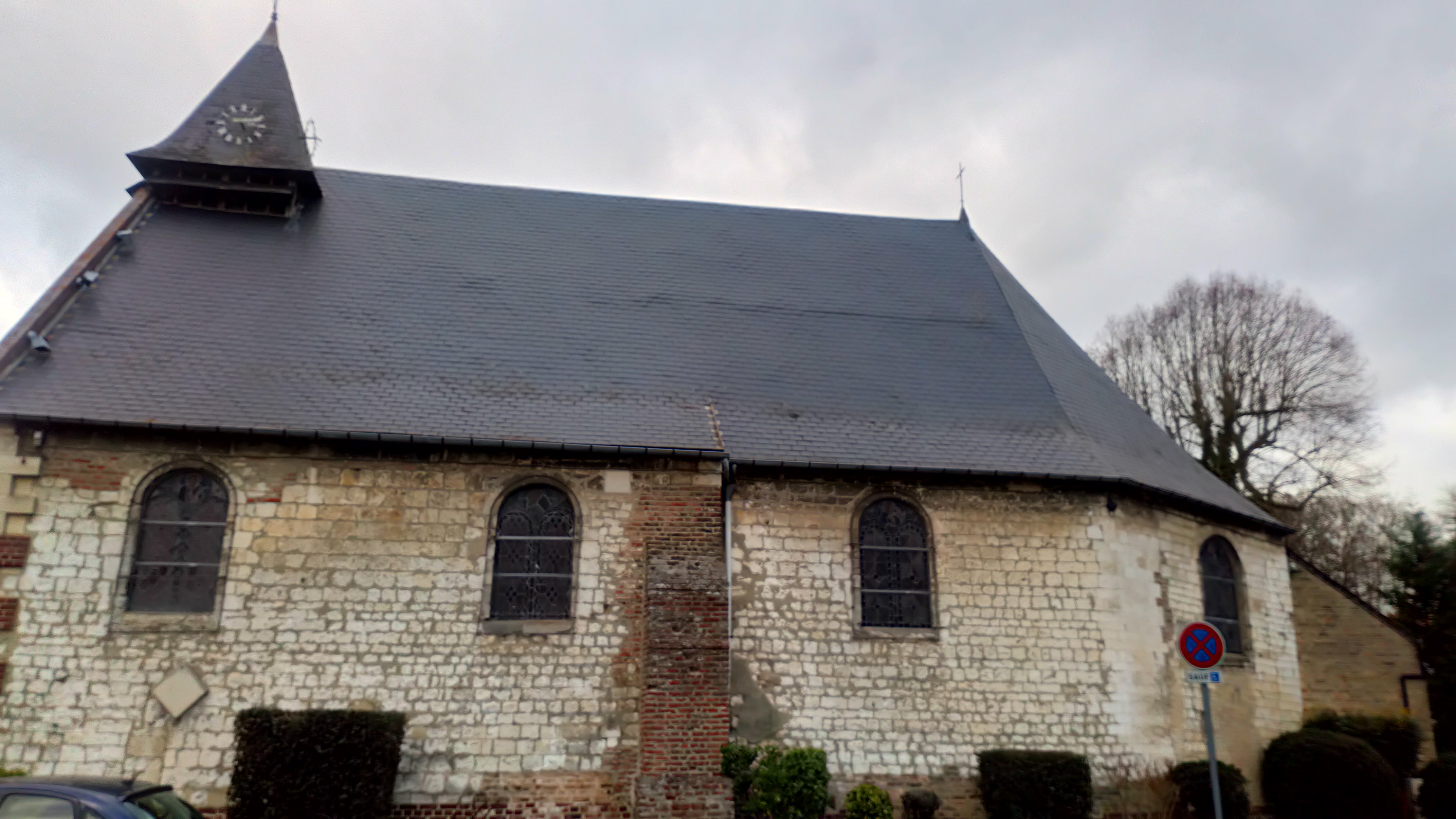
萨卢埃勒圣康坦教堂

2020年，萨卢埃勒境内暂无任何文化设施。萨卢埃勒市政府提供多媒体中心，向公众全年开放。

### 建筑
萨卢埃勒境内有多处历史建筑，其中萨卢埃勒圣康坦教堂是当地的地标性建筑物。

### 旅游
萨卢埃勒的旅游事务由其所属的亚眠都会城市圈公共社区负责。2021年，萨卢埃勒境内暂无任何游客接待设施。

### 媒体
法国主要的媒体均可在萨卢埃勒接收，法国电视三台下属的上法兰西大区频道在部分时段播出萨卢埃勒所属区域的地方新闻。

## 友好城市
截至2023年3月，萨卢埃勒暂未建立任何友好城市关系。